# الهجوم الحوثي على مطار بن غوريون 2025
في يوم الأحد 4 مايو 2025، أطلق أنصار الله الحوثيون في اليمن صاروخًا باليستيًا على مطار بن غوريون، أصاب الصاروخ محيط المحطة الرئيسية للمطار، وتسبب في حفرة وألحق أضرارًا بطريق ومركبة. فشلت منظومة الدفاع الإسرائيلي في اعتراض الصاروخ، على الرغم من عدة محاولات لاعتراضه. ونتيجة لذلك، أُصيب ثمانية أشخاص منهم اثنان أصيبا في طريقهما إلى الملاجئ. تسبب الهجوم في توقف الحركة الجوية وإلغاء العديد من شركات الطيران الكبرى رحلاتها لبضعة أيام. وقالت هيئة مطارات إسرائيل إن الهجوم مَثَل المرة الأولى التي يسقط فيها صاروخ على مقربة من المطار الرئيسي في إسرائيل.

## خلفية
دأب الحوثيون منذ أكتوبر 2023، على استهداف السفن في البحر الأحمر، وشن هجمات بالصواريخ الباليستية والطائرات المسيرة على المدن الإسرائيلية - بما في ذلك هجوم ناجح بطائرات مسيّرة على تل أبيب في يوليو 2024 - تضامنًا مع الفلسطينيين خلال حرب غزة. أوقفت الجماعة هجماتها بعد وقف إطلاق النار في 2025، لكنها استأنفتها فور انتهاك إسرائيل للهدنة. شنت الولايات المتحدة، بقيادة إدارة ترامب، ضربات جوية وبحرية واسعة النطاق على أهداف للحوثيين في اليمن في مارس 2025.

## الهجوم
أطلق الحوثيون صاروخ باليستي حوثي فرط صوتي على تل أبيب في صباح يوم 4 مايو، حوالي الساعة 9:30 صباحًا بتوقيت الهند القياسي. يزعم الحوثيون أنه يمتلك تقنية التخفي، ويبلغ مداه 2150 كم (1340 ميلًا)، وسرعته ستة عشر ضعف سرعة الصوت. ورغم محاولات إسرائيلية عديدة لاعتراضه باستخدام نظام ثاد الأمريكي المتطور ونظام آرو الدفاعي، إلا أنها فشلت في النهاية في إسقاطه. سقط الصاروخ بالقرب من المحطة الرئيسية لمطار بن غوريون، مخلفًا حفرة هائلة وألحق أضرارًا بطريق ومركبة. وأصيب ثمانية إسرائيليين. وأظهرت لقطات سائقين على طريق يتوقفون على جانب الطريق أثناء سقوط الصاروخ، مما أدى إلى تصاعد عمود من الدخان الأسود بالقرب من المطار. وأرجع الجيش الإسرائيلي نجاح إطلاق الصاروخ الحوثي إلى "مشكلة فنية في النظام الاعتراضي الذي أُطلق باتجاه الصاروخ"، على الرغم من أنه صرح بأنه لم يجد "أي عطل" في عملية الكشف.
أدى الهجوم إلى تعليق الرحلات الجوية في المطار لفترة وجيزة، مع إعادة توجيه بعضها. أُغلقت جميع مداخل المطار مؤقتًا، بينما توقفت رحلات القطارات. أعلنت العديد من شركات الطيران الكبرى إلغاء رحلاتها لبضعة أيام، بما في ذلك الخطوط الجوية البريطانية، ولوفتهانزا، وطيران أوروبا، والخطوط الجوية الفرنسية، والسويسرية، والخطوط الجوية النمساوية، وخطوط بروكسل الجوية، وريان إير، وويز إير.

## تحليل الهجوم
صرح أمير بار شالوم، محلل الشؤون العسكرية في إذاعة الجيش الإسرائيلي، بأن الهجوم الصاروخي "كان دقيقًا للغاية، خاصةً إذا أُطلق من مسافة 2000 كم، وهو أمر مثير للإعجاب"، وأنه "يجب أخذ هذا التهديد على محمل الجد."

## العواقب
بدأ سلاح الجو الإسرائيلي في اليوم التالي للهجوم، بقصف أهداف في الحديدة بأكثر من 30 طائرة، مهاجمًا تسعة أهداف حوثية باستخدام حوالي 50 قنبلة. من بين أهداف الهجوم مصنع إسمنت باجل شرق المدينة. أشارت التقارير الواردة من اليمن إلى سقوط قتلى وجرحى في مصنع الإسمنت. وأفادت وسائل إعلام مرتبطة بالحوثيين بمقتل شخصين وإصابة 42 آخرين. وقال مصدر أمني إسرائيلي: "دمرنا ميناء الحديدة ومصانع خرسانة كانت تُستخدم لتصنيع الأسلحة". في اليوم التالي، قصفت إسرائيل مطار صنعاء الدولي، مما أدى إلى توقفه فعليًا.

## ردود الفعل
- الحوثيون: أعلنت حركة الحوثيين مسؤوليتها عن الهجوم "رفضًا" لـ"الإبادة الجماعية" التي ترتكبها إسرائيل في غزة. وصرح المتحدث باسم الحوثيين، يحيى سريع، في بيان متلفز بأن مطار بن غوريون "لم يعد آمنًا للطيران" وأن "أنظمة الدفاع الأمريكية والإسرائيلية فشلت في اعتراض الصاروخ الموجه" إلى المطار.[3][4] وزعم القيادي الحوثي البارز محمد البحيثي أن الهجوم الصاروخي الأسرع من الصوت على المطار "دليل على قدرتنا على ضرب المواقع المحصنة في إسرائيل".[9] وفي وقت لاحق، أعلن الحوثيون أنهم سيفرضون "حصارًا جويًا شاملًا" على إسرائيل باستهداف مطاراتها بشكل متكرر.[3]
- إسرائيل: تعهد رئيس الوزراء بنيامين نتنياهو بالرد على الهجوم "في الوقت والمكان الذي نختاره، على أسيادهم الإرهابيين الإيرانيين"، وأن "الولايات المتحدة، بالتنسيق معنا، تعمل ضدهم أيضًا".[4] كما هدد وزير الدفاع إسرائيل كاتس قائلًا: "من يهاجمنا، سنرد عليه بسبعة أضعاف"، في إشارة واضحة إلى التوراة.[11]
- الولايات المتحدة: في أعقاب الهجوم، صرّح جيمس هيويت، عضو مجلس الأمن القومي الأمريكي، بأن الجيش الأمريكي سيواصل هجماته على الحوثيين وأن "إدارة ترامب لا تزال ملتزمة بإنهاء قدرات الحوثيين على تقييد حرية الملاحة في البحر الأحمر".[15] وفي اليوم نفسه، ضربت القوات الأمريكية منطقة جنوب صنعاء، السواد، بثلاث غارات جوية.[16] ورغم ذلك توصلت الولايات المتحدة إلى اتفاق لوقف إطلاق النار مع الحوثيين في 6 مايو.[17]
- حماس: أشادت حماس بالهجوم، واصفةً اليمن بأنه "توأم فلسطين، إذ يواصل تحديه لأعنف قوى الظلم، رافضًا الاستسلام أو الهزيمة رغم العدوان الذي يواجهه".[4]
- المجلس الانتقالي الجنوبي: وصفت سمر أحمد، ممثلة المجلس الانتقالي الجنوبي الانفصالي اليمني لدى الأمم المتحدة، الهجوم بأنه "عمل إرهابي صارخ"، وهو "جزء من نمط أوسع من العدوان الحوثي".[18]
- إيران: نفت إيران مسؤوليتها عن الهجوم الحوثي على إسرائيل.[17] وردًا على التهديدات بتحميل إيران مسؤولية أفعال الحوثيين، حذر وزير الدفاع الإيراني عزيز ناصر زاده من أن إيران ستستهدف قواعد ومصالح وقوات الولايات المتحدة وإسرائيل إذا تعرضت للهجوم.[1]